# Neopilina galatheae
Neopilina galatheae is een Monoplacophorasoort uit de familie van de Neopilinidae. De wetenschappelijke naam van de soort is voor het eerst geldig gepubliceerd in 1957 door Lemche.
Men heeft lange tijd gedacht dat de Monoplacophora waren uitgestorven in het Devoon. In 1952 werd er echter een Neopilina galatheae gevangen uit de diepzee voor de kust van Costa Rica. Recenter werd er een ondersoort ontdekt in de Golf van Aden.